# San Carlo Borromeo (1750)
Il San Carlo Borromeo fu un vascello di linea veneziano da 66 cannoni che prestò servizio nella Armada tra il 1750 e il 1768. Primo della sua classe,  aveva l'ordinata maestra più spostata verso prua che nella precedente classe Leon Trionfante.

## Storia
La costruzione del vascello di primo rango da 66 cannoni San Carlo Borromeo fu ordinata dal Senato nel 1739, e la nave fu impostata nel 1741 sotto la direzione del proto marangon Marco Nobile. Il vascello fu completato sulla scalo fino ai "18 carati" e lasciato in riserva fino a che non venne varato presso l'Arsenale il 6 giugno 1750. Il nuovo vascello adottava la nuova colorazione decisa dal Senato nel 1750 per tutte le navi appartenenti all'Armata Grossa: fianchi dipinti a bande orizzontali gialle all'altezza del portelli dei cannoni, alternate a bande nere tra i portelli di un ponte e quelli sottostanti. Tale colorazione venne adottata anche dalla Royal Navy, su pressione esercitata da Lord Nelson, a partire dal 1795.
Affidata inizialmente al capitano ordinario Francesco Giaxich, passò poi al comando del capitano Andrea Garbin.. L'adozione di una carena modificata rispetto alla precedente classe Leon Trionfante non diede buona prova, e l'unità fu accorciata per tre volte presso il cantiere navale dell'isola di Poveglia. La nave andò persa in una tempesta al largo di Ancona il 21 maggio 1768 a causa della perdita del timone. Non vi furono superstiti.
La seconda unità della classe, il Vulcano fu impostata nel 1752, ma venne varata solo nel 1792 dopo l'adozione di alcune modifiche alla carena ed al timone.

### Annotazioni
1. ↑  L'ordinata maestra era spostata molto verso prua, e tale modifica faceva assumere alla carena una migliore penetrazione nell'acqua adottando una soluzione quasi a goccia come negli scafi moderni.
2. ↑  Durante la costruzione della nave il proto (titolo del primo architetto dell'arsenale di Venezia)  Marco Nobile adottò alcune modifiche nel settore di poppa rispetto alla precedente classe Leon Trionfante, che furono approvate dai Provveditori dell'Arsenale.
3. ↑  Il varo "tecnico", cioè il completamento dello scafo, avvenne il 23 febbraio 1747.
4. ↑  Secondo altre fonti l'unità andò perduta nel Quarnaro.

### Fonti
1. 1 2 3 4   Guido Ercole, Vascelli e fregate della Serenissima, Trento, Gruppo Modellistico Trentino di studio e ricerca storica, 2011. citato su  Vascelli veneziani, su veneziamuseo.it. URL consultato il 4 novembre 2017.
2. 1 2 3 4  Levi 1896, p. 34.
3. 1 2  Levi 1896, p. 40.